# Dicranella elegans
Dicranella elegans là một loài rêu trong họ Dicranaceae. Loài này được Duby Larraín mô tả khoa học đầu tiên năm 2010.